# C'era una volta una principessa
C'era una volta una principessa (Once Upon A Mattress) è un film musicale per la televisione del 2005 diretto da Kathleen Marshall, tratto dall'omonimo musical di Broadway, a sua volta liberamente ispirato alla fiaba danese del 1835 La principessa sul pisello di Hans Christian Andersen.

## Trama
Un principe cerca moglie, allora sua madre, cattiva, fa delle audizioni per trovare la principessa adatta a suo figlio, ma nessuna le va bene. Un giorno arriva una principessa che aveva nuotato nel fosso per arrivare al castello. Questa principessa non era per niente convenzionale, non era educata né graziosa e non era bella. Eppure il principe sembra essere ammaliato da questa ragazza. Una notte la regina fa un test alla principessa per vedere se davvero è all’altezza di suo figlio, le mette un piccolissimo pisellino sotto a 30 materassi e la fa dormire lì con un vassallo travestito da uccello che canta una ninna nanna da dentro una gabbia. Tuttavia alcuni servitori, a cui piaceva la principessa, hanno messo delle armature tra un materasso e l’altro per fare in modo che lei non dormisse. La mattina dopo la regina incontra la principessa, convinta che quest’ultima non avesse avuto alcun problema nel dormire ma lei le rivela di aver passato una notte in bianco, e senza sapere delle armature, la regina non poté fare altro che dichiarare che avesse passato il test.

## Canzoni
1. Overture/Many Moons Ago - Coro
2. A Princess Is... - Regina Aggravia
3. In A Little While - Sir Harry, Lady Larken
4. Shy - Principessa Winnifred
5. Sensitiviy - Regina Aggravia, Mago
6. The Swamps Of Home - Principessa Winnifred, Principe Intrepido
7. The Spanish Panic - Strumentale
8. Song Of Love - Principe Intrepido, Coro
9. Happily Ever After - Principessa Winnifred
10. Man To Man Talk - Principe Intrepido
11. Normandy - Sir Harry, Lady Larken
12. That Baby Of Mine ǂ - Regina Aggravia
13. Finale - Coro

ǂ Scritta appositamente per la riduzione televisiva del 2005, non presente nel musical teatrale.

## Distribuzione
Negli Stati Uniti il film è stato trasmesso su ABC il 18 dicembre 2005 come ottavo episodio della quarantasettesima stagione di The Wonderful World of Disney, mentre in Italia è stato trasmesso il 22 dicembre 2007 da Sky Cinema Uno.
Dal 24 marzo 2020 il film in HD viene aggiunto sulla piattaforma Disney+.